# Colin Daynes
Colin Daynes (ur. 8 maja 1974) – kanadyjski zapaśnik w stylu klasycznym. Olimpijczyk z Atlanty 1996, gdzie zajął 14. miejsce w kategorii 68 kg. Od 2006 roku zawodnik mieszanych sztuk walki (MMA).